# Bohuslav Černý (architekt)
Bohuslav Černý (16. května 1857, Staré Benátky – 6. října 1927, Praha) byl český architekt a stavitel.

## Životopis
Bohuslav Černý se narodil ve Starých Benátkách v rodině stavitelského mistra Karla Černého a jeho manželky Alžběty jako nejstarší ze čtyř dětí. V letech 1874–1879 studoval na české technice v Praze inženýrské stavitelství. V 90. letech 19. století pracoval v Karviné pro centrální ředitelství Larisch-Mönnichů.
Od roku 1903 žil v Praze II. v ulici Sokolská čp. 1882. 17. listopadu 1910 zde získal stavitelskou koncesi. K roku 1910 je v Pražském adresáři uváděn jako přísedící soudní znalec.

## Dílo

### Realizované stavby
- kostel svatého Jindřicha, (1893–1897) – Karviná-Doly, zbořeno 1960
- kolonie na Hranicích (1893) – čp. 558–574 – domy pro osm rodin, zbořeno 1974[5]
- kolonie na Jindřišce (1900) – čp. 903–932 – domy pro čtyři rodiny, u Dolu Jindřich, zbořeno
- kostel svaté Maří Magdalény (1906–1910) – kostel ve Stonavě, kulturní památka[6]
- Šimsovo sanatorium (1909) – Praha 4-Krč, Sulická 61[7][8], kulturní památka[9]
- Rodinný dům (1912) – Praha 6-Hradčany, U letohrádku královny Anny 271/3[10]

### Úpravy staveb
- Dostavba zámku Solca - zbořeno

### Návrhy staveb
- lázeňský pavilon v Luhačovicích

## Galerie

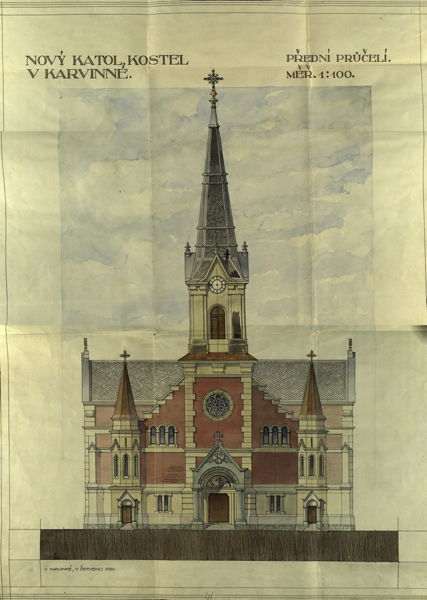
Plán pro stavbu kostela sv. Jindřicha v Karviné, arch. Bohuslav Černý
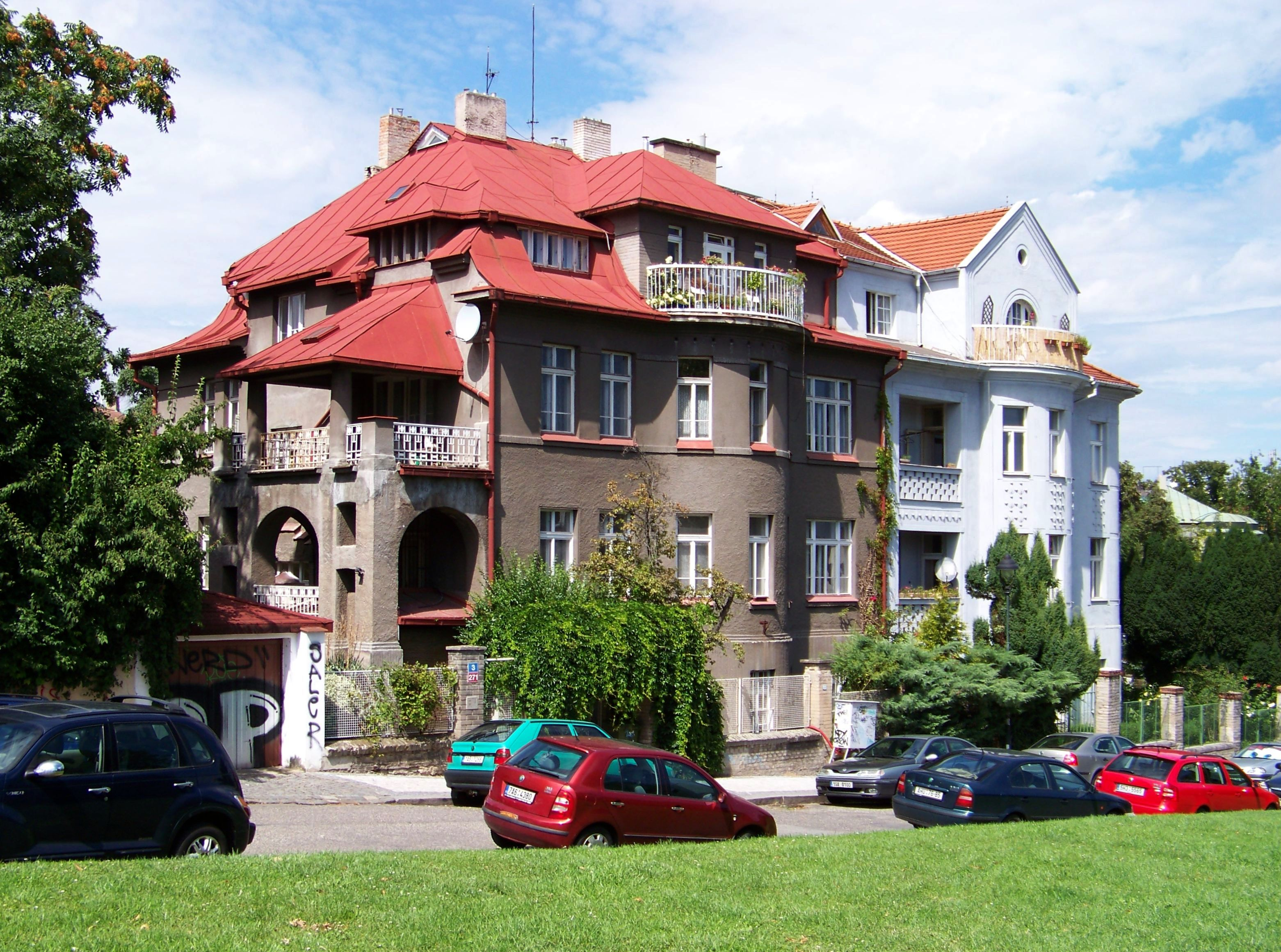
Mariánské hradby, ul. U letohrádku královny Anny, arch. Bohuslav Černý
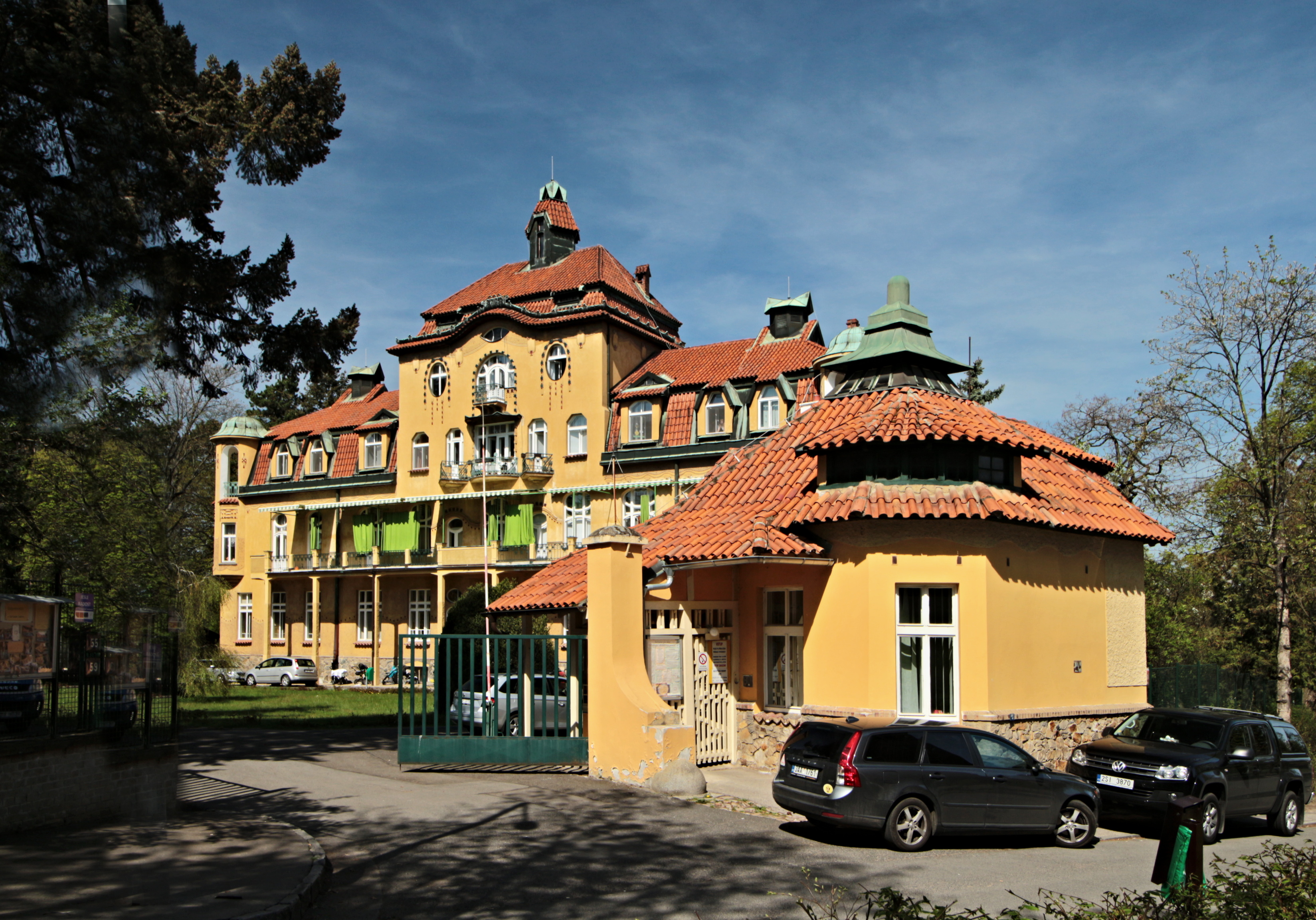
Šimsovo sanatorium, dnešní Kojenecký ústav v Praze-Krči, arch. Bohuslav Černý